# DKABM
DKABM (Fælles Dansk Format for Arkiver, Biblioteker og Museer) er en dansk standard for præsentation og udveksling af data mellem arkiver, biblioteker og museer i Danmark.
Standarden er en XML-specifikation som bygger oven på Dublin Core.
Standarden er udarbejdet og vedligeholdes af 'ABM Standard Arbejdsgruppen' nedsat af Kulturstyrelsen og Statens Arkiver.